# Josef Silný
Josef Silný (Kroměříž, 1902. január 23. – 1981. május 15.) világbajnoki ezüstérmes csehszlovák válogatott labdarúgó.
A csehszlovák válogatott tagjaként részt vett az 1934-es világbajnokságon.

## Sikerei, díjai
Slavia Praha
- Csehszlovák bajnok (1): 1925

Sparta Praha
- Csehszlovák bajnok (3): 1925–26, 1927, 1931–32
- Közép-európai kupa győztes (1): 1927

Egyéni
- A csehszlovák bajnokság gólkirálya (1): 1930–31 (18 gól)
- A Közép-európai kupa gólkirálya (1): 1927 (5 gól)

Csehszlovákia
- Világbajnoki döntős (1): 1934